# François Burkhardt
François Burkhardt, francoski arhitekt, * 1936.

## Odlikovanja in nagrade
Leta 1998 je prejel častni znak svobode Republike Slovenije z naslednjo utemeljitvijo: »za zasluge pri predstavitvi del arhitekta Jožeta Plečnika na svetovnem kulturnem prizorišču in s tem za prispevek k prepoznavanju slovenske ustvarjalnosti«.